# Fiebre Records
Fiebre Records es un sello musical especiado en la música Hip Hop en español.

## Historia
Para inaugurar y presentar el sello, se publicó una mixtape de Acción Sánchez titulada "Terror en la ciudad vol. 1", con colaboraciones de artistas de Sevilla.

## Discos editados
- Juaninacka "Versión EP" (EP) (2003)
- Acción Sánchez "Terror en la ciudad vol. 1" (Mixtape) (Discos Creador, 2004)
- Juaninacka "Caleidoscopio" (LP) (2004)
- Juanma (MC) "El que faltaba" (EP) (2005)
- H Mafia "Sevillan History H" (EP) (2005)
- All Day "Green" (EP) (2005)
- Juaninacka "El hombre" (Maxi) (2005)
- Juaninacka "Luces de neón" (LP) (2006)
- El Tralla "Las calles hablan" (EP) (2005)
- Gordo Master "Mi Puerta" (LP) (2006)
- H Mafia "Barrabás" (LP) (2008)